# Ampullaceana lagotis
Ampullaceana lagotis es una especie de caracol de agua dulce, un molusco gasterópodo acuático perteneciente a la familia Lymnaeidae.
La especie se encuentra en Eurasia.